# Rulien Yeh
Rulien Yeh (* 4. September 1984) ist eine US-amerikanische Badmintonspielerin. 

## Karriere
Rulien Yeh belegte bei den Canadian Open 2004 Rang drei im Damendoppel mit ihrer Zwillingsschwester Rulan Yeh. Bei den Panamerikameisterschaften erkämpfte sie sich 2009 und 2012 Bronze. Bei den US Open 2012 stand sie im Viertelfinale. 2010 und 2013 nahm sie an den Badminton-Weltmeisterschaften teil.